# Świerk Brewera
Świerk Brewera (Picea breweriana S. Watson) – gatunek drzewa z rodziny sosnowatych (Pinaceae). Występuje na terenie Ameryki Północnej w Stanach Zjednoczonych. Jest endemitem gór Siskiyou oraz masywu Shasta na granicy Oregonu i Kalifornii. 

## Morfologia

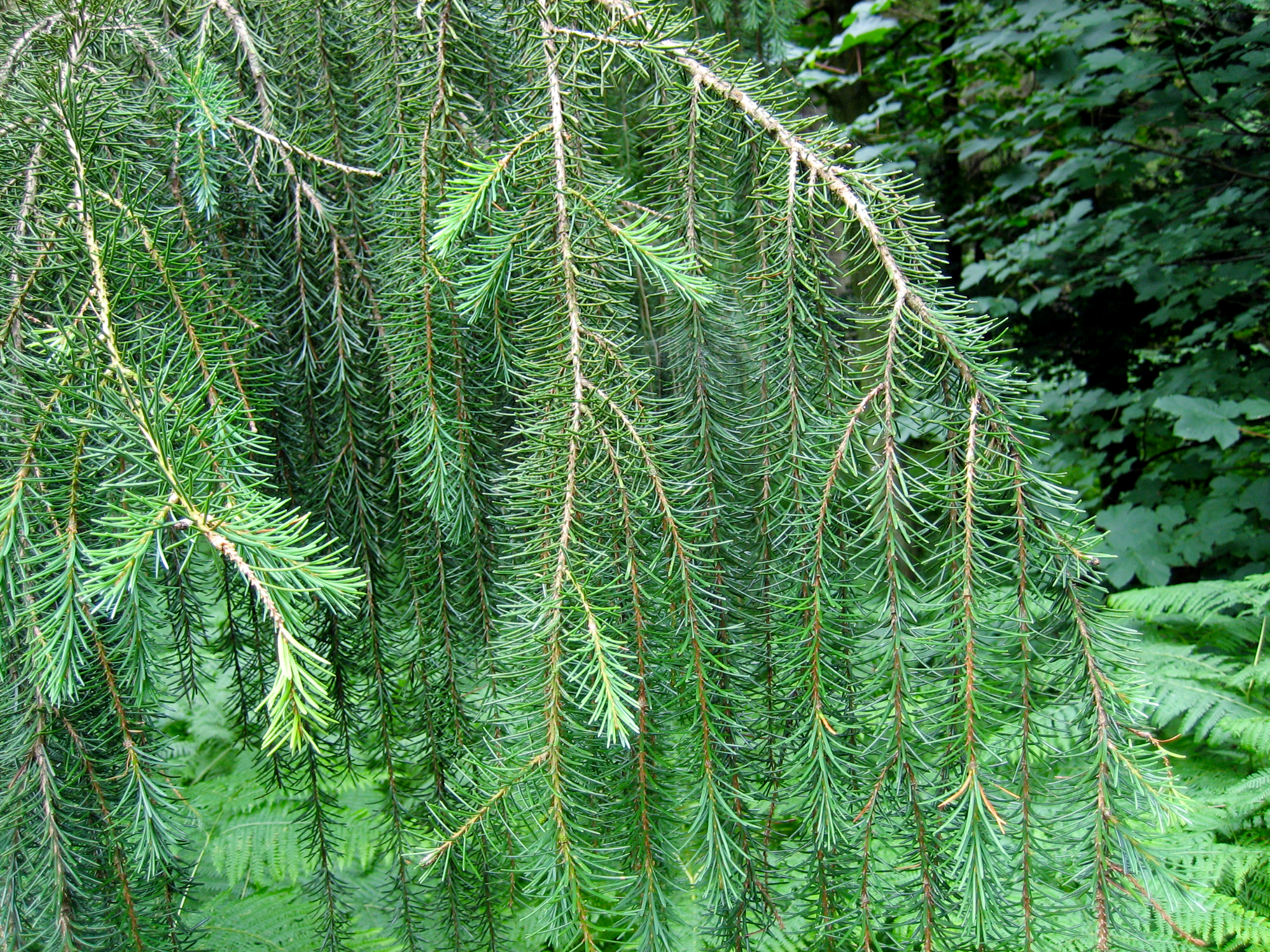
Liście

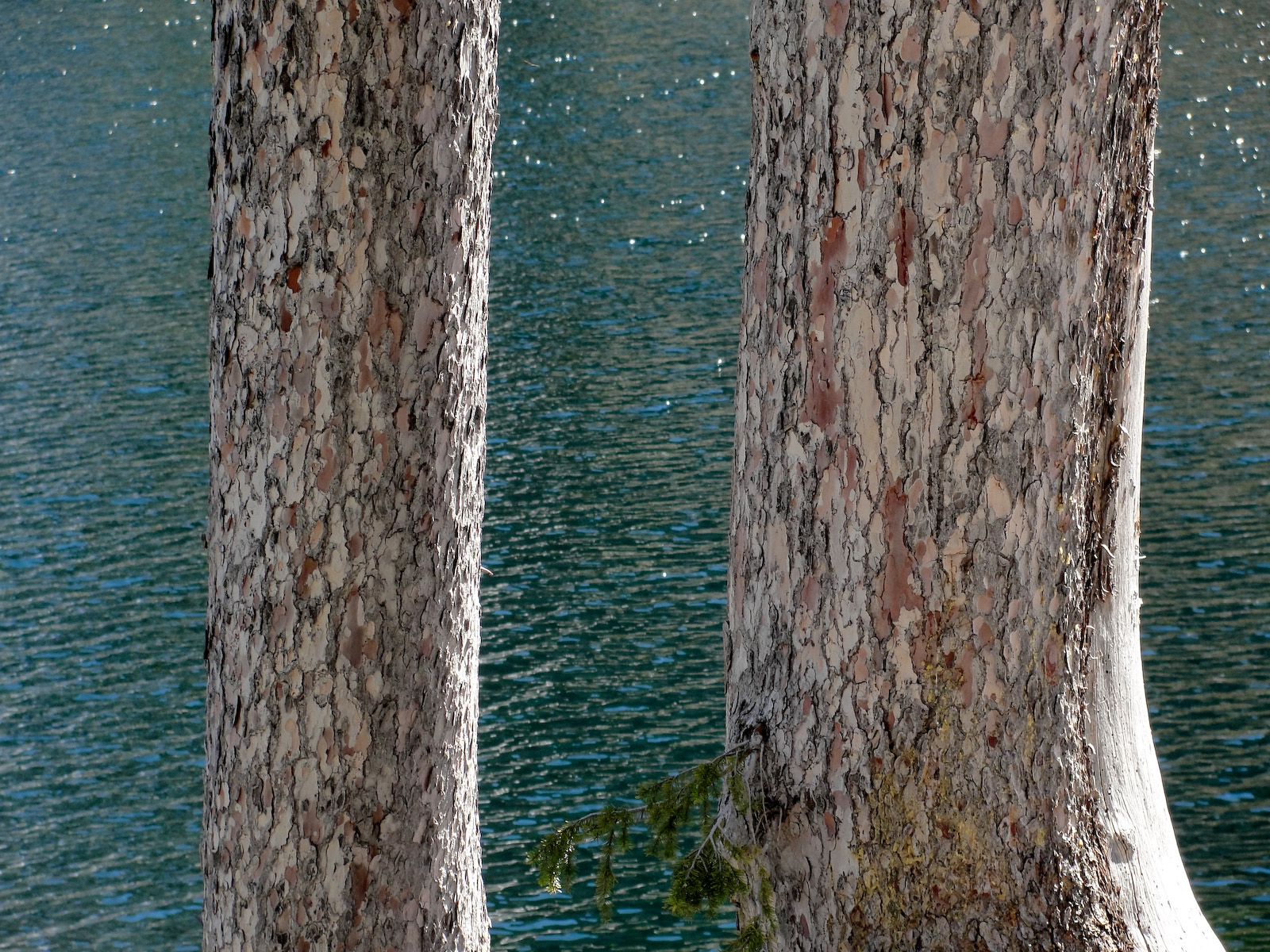
Kora

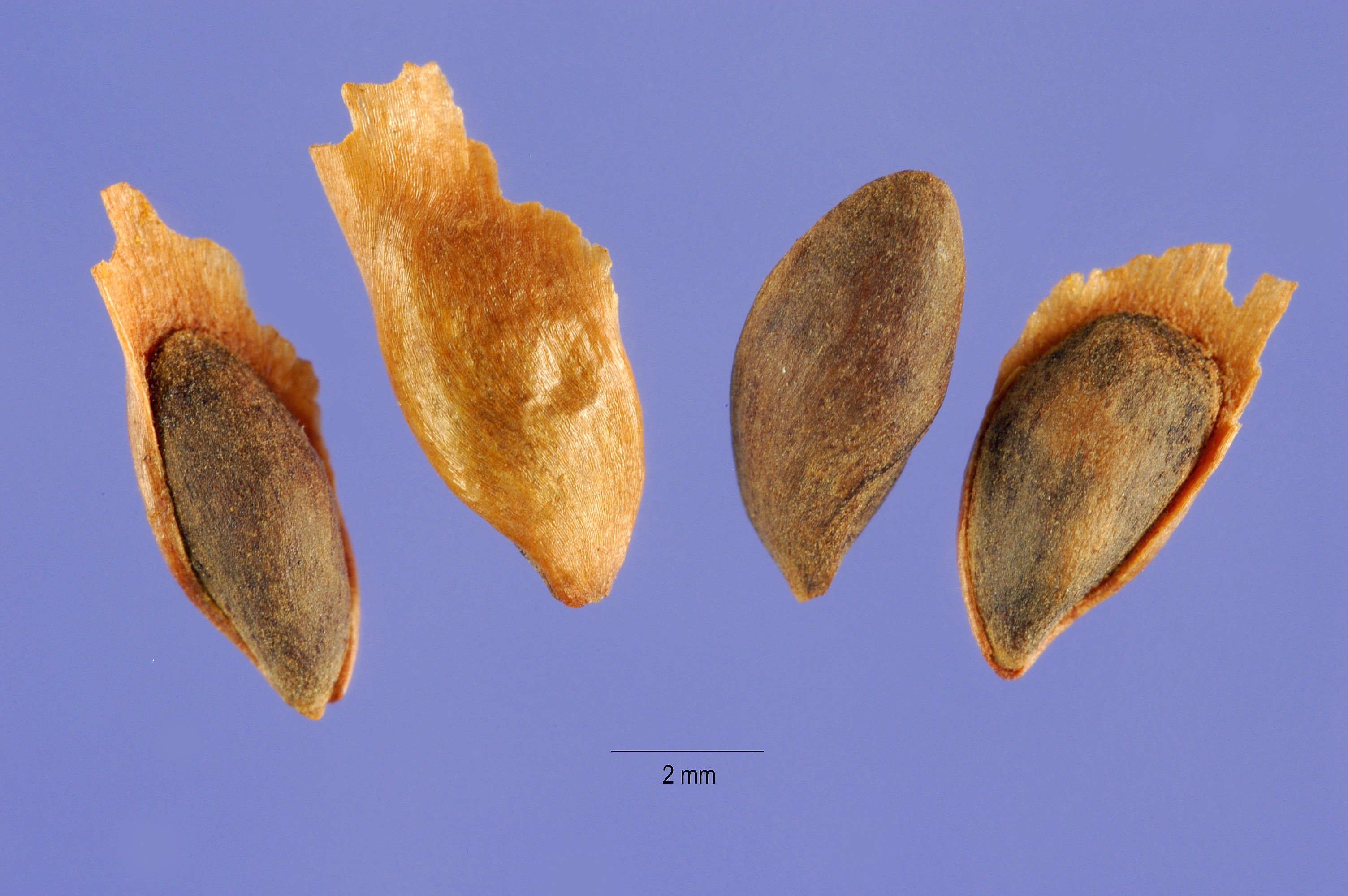
Nasiona

PokrójDrzewo dorastające 35 m wysokości o stożkowej, płaczącej sylwetce. Z jego cienkich konarów zwisają długie pędy boczne.
KoraU młodych osobników matowa, szaroróżowa, z czasem zmienia zabarwienie na purpurowoszare i pokrywa się wyraźnymi, owalnymi łuskami, które na krawędziach odstają od pnia.
LiścieIgły od 1,5 do 3 cm długości. Miękkie, osadzone wokół pędów i nieco nachylone w kierunku ich przyrostu. Wierzch ciemnozielony, błyszczący (z czasem matowieje), na spodzie widoczne dwa białe paski. W przekroju spłaszczone lub trójkątne. Wierzchołek tępy.
KwiatyKwiaty męskie żółte lub czerwone, umiejscowione na zakończeniach zwisających pędów. Kwiaty żeńskie ciemnoczerwone, cylindryczne, wyrastające tylko na najwyżej położonych gałęziach.
SzyszkiSzyszki cylindryczne o długości 10–12 cm i jasnobrązowym zabarwieniu.

## Biologia i ekologia
RozwójFanerofit. Roślina jednopienna, wiatropylna. Pochodzi z regionów o znacznych opadach śniegu, a jego zwisający pokrój stanowi naturalny mechanizm przeciwdziałający zaleganiu śniegu na gałęziach.
SiedliskoRośnie w lasach gór Siskiyou na wysokości od 1000–2300 m n.p.m.

## Zastosowanie
Roślina ozdobnaCzęsto sadzony w parkach, ogrodach i arboretach.